# Stenocercus caducus
Espèce
Synonymes
- Scartiscus caducus Cope, 1862
- Liocephalus bolivianus Boulenger, 1890
- Scartiscus liocephaloides Werner, 1910

Stenocercus caducus est une espèce de sauriens de la famille des Tropiduridae.

## Répartition
Cette espèce se rencontre :
- en Bolivie dans les départements de Beni, de Chuquisaca, de Cochabamba, de La Paz, de Santa Cruz et de Tarija ;
- au Brésil dans le Mato Grosso et dans le Pará ;
- en Argentine dans les provinces de Jujuy et de Salta.

## Publication originale
- Cope, 1863 "1862" : Contributions to Neotropical saurology. Proceedings of the Academy of Natural Sciences of Philadelphia, vol. 14, p. 176-188 (texte intégral).